# Кривошея, Сергей Терентьевич
Сергей Терентьевич Кривошея (26 июня 1923 года — 8 июля 1992 года) — участник Великой Отечественной войны, полный кавалер Ордена Славы (1946).

## Биография
Родился 26 июня 1923 года в Херсоне в семье рабочего. В 1940 году окончил 10 классов, учился в ФЗУ № 44 г. Куйбышев.
В 1942 году был призван в РККА Знаменским районным военкоматом Кировоградской области.
12 августа 1944 года гвардии рядовой Кривошея, будучи заряжающим 76-мм пушки 38-го гвардейского стрелкового полка 14-й гвардейской стрелковой дивизии 5-й гвардейской армии 1-го Украинского фронта, при отражении контратаки у населённого пункта Подкосьцелье в 35 км к северо-востоку от города Тарнув был ранен, но поле боя не покинул до выполнения задачи. 25 августа 1944 года награждён орденом Славы 3 степени.
16 января 1945 года гвардии младший сержант Кривошея, будучи командиром орудия того же полка в боях за населённый пункт Щекоцины в 50 км к юго-востоку от города Ченстохова из орудия подавил 2 огневые точки противника и рассеял до взвода вражеской пехоты. Будучи ранен в бою, продолжал вести огонь из орудия. 2 апреля 1945 года награждён орденом Славы 2 степени.
16 апреля 1945 года гвардии старший сержант Кривошея при прорыве долговременной обороны противника в районе города Мускау метким огнём подавил 2 пулемёта и несколько миномётов противника, что обеспечило продвижение стрелковых подразделений. При овладении городом Вайсвассер 20 апреля 1945 года из орудия уничтожил 3 пулемёта и подбил 2 БТР, мешавших продвижению стрелковых подразделений. 27 апреля 1945 года в ходе отражения контратаки у населённого пункта Церна в 16 км к северо-западу от города Баутцен из орудия уничтожил 2 танка и свыше 10 вражеских солдат. Указом Президиума Верховного Совета СССР от 15 мая 1946 года награждён орденом Славы 1 степени, став полным кавалером ордена Славы.
В 1951 году уволен в запас в звании младшего лейтенанта. После увольнения в запас жил в Николаеве, работал помощником председателя Николаевского городского исполнительного комитета.
Умер 8 июля 1992 года.